# لوغيد (ألبرتا)
لوغيد (بالإنجليزية: Lougheed, Alberta)‏ هي قرية تقع في كندا في ألبرتا. يقدر عدد سكانها بـ 233 نسمة ومساحتها 1.92 كم2 وترتفع عن سطح البحر 660 متر.